# جيمس فيسك
جيمس فيسك (بالإنجليزية: James Fisk)‏ هو تاجر أسهم أمريكي، ولد في 1 أبريل 1835 في بينينغتون في الولايات المتحدة، وقتل بعيار ناري في 6 يناير 1872 في نيويورك في الولايات المتحدة.

## وصلات خارجية
- جيمس فيسك على موقع الموسوعة البريطانية (الإنجليزية)
- جيمس فيسك على موقع إن إن دي بي (الإنجليزية)